# NGC 1739
NGC 1739 (również PGC 16586) – galaktyka spiralna (Sbc), znajdująca się w gwiazdozbiorze Zająca. Odkrył ją 11 grudnia 1885 roku Ormond Stone.
Oddziałuje grawitacyjnie z sąsiednią NGC 1738. Dla ziemskiego obserwatora galaktyki te częściowo nakładają się na siebie, NGC 1739 znajduje się jednak bliżej Ziemi.